# Mali Onofrijev vodnjak
Mali Onofrijev vodnjak stoji v Dubrovniku, na vzhodnem koncu glavne mestne ulice Placa. Vodnjak je z vodo oskrboval tedanjo tržnico na trgu Luža.
Mali vodnjak je bil postavljen leta 1438, in je prava mojstrovina skladne povezave funkcionalnosti in okrasja. Zgrajen je ob poslopju glavne straže, projektiral pa ga je neapeljski gradbeni mojster arhitekt Onofrio di Giordano della Cava. Kiparsko ga je obdelal kipar Petar Martinov. 
V srednjem veku je imela voda tudi verski pomen, zato so vodo iz tega vodnjaka lahko uporabljali le kristjani. V neposredni bližini je bil še žudioski (židovski) vodnjak, katerega vodo so lahko zajemali dubrovniški Židi.